# Lista de plante pe cale de dispariție
Abies fanjingshanensis

Acacia bucheri

Acacia daemon

Acacia zapatensis

Acaena exigua

Acalypha schimpffii

Acanthephippium sinense

Acidocroton gentryi

Aciotis aristellata

Acritodon nephophilus

Acropogon veillonii

Acsmithia vitiense

Actinidia stellatopilosa

Actinodaphne bourneae

Actinodaphne salicina

Adansonia grandidieri

Adansonia perrieri

Adansonia suarezensis

Adiantum fengianum

Adiantum sinicum

Adinandra griffithii

Aechmea kentii

Aechmea manzanaresiana

Aechmea tayoensis

Aegiphila monticola

Aegiphila schimpffii

Aequatorium asterotrichum

Aequatorium lepidotum

Aerides lawrenciae

Aerisilvaea sylvestris

Aetheolaena decipiens

Aetheolaena mochensis

Aetheolaena subinvolucrata

Afzelia xylocarpa

Agrostis trachychlaena

Aiouea angulata

Aiouea obscura

Aiphanes grandis

Aiphanes leiostachys

Aiphanes verrucosa

Aitchisoniella

Aleuritopteris squamosa

Allophylus dodsonii

Alloxylon brachycarpum

Aloe ballii

Aloe erinacea

Aloe kilifiensis

Aloe pegleraev
Aloysia dodsoniorum

Alphonsea hainanensis

Alphonsea tsangyuanensis

Alseodaphne rugosa

Alsmithia longipes

Alstonia annamensis

Alternanthera nesiotes

Alyxia menglungensis

Alyxia taiwanensis

Amburana cearensis

Amentotaxus hatuyenensis

Amentotaxus yunnanensis

Amesiella philippensis

Amitostigma bifoliatum

Amitostigma capitatumv
Amitostigma simplex

Amitostigma tetralobum

Amitostigma yueanum

Amphiblemma amoenum

Amphitecna molinae

Anacolosa densiflora

Anaxagorea phaeocarpa

Andrewsianthus ferrugineus

Andropogon lanuginosus

Andropogon scabriglumis

Anemone jamesonii

Angkalanthus oligophylla

Angraecum sanfordii

Aniba pilosa

Aniba rosaeodora

Anisoptera costata

Anisoptera grossivenia

Anisoptera laevis

Anisoptera marginata

Annamocarya

Annona cacans

Annona conica

Annona deceptrix

Annona oligocarpa

Anoectochilus zhejiangensis

Anogeissus bentii

Anthoceros neesii

Anthodiscus montanus

Anthurium bucayanum

Anthurium bushii

Anthurium cutucuense

Anthurium hieronymi

Anthurium pichinchae

Anthurium saccardoi

Anthurium scaberulum

Anthurium tenuifolium

Antirhea aromatica

Antirrhinum subbaeticum

Aphanactis barclayae

Aphelandra azuayensis

Aphelandra cinnabarina

Aphelandra galba

Aphelandra guayasii

Aphelandra harlingii

Aphelandra loxensis

Aphelandra phaina

Aporusa bourdillonii

Arachniodes squamulosa

Arachnothryx fosbergii

Araucaria luxurians

Araucaria rulei

Araucaria scopulorum

Archidium elatum

Ardisia amplexicaulis

Ardisia blatteri

Ardisia brittonii

Ardisia dukei

Ardisia eugenioides

Ardisia glomerata

Ardisia koupensis

Ardisia microcalyx

Ardisia rufa

Ardisia scheryi

Ardisia sonchifolia

Areca concinna

Arenga micrantha

Aristeguietia chimborazensis
Aristolochia boosii

Aristolochia delavayi

Aristolochia scytophylla

Aristolochia tuberosa

Arthrocereus glaziovii

Aspidosperma darienense

Aspidosperma polyneuron

Asplenium virens

Asplundia domingensis

Asplundia nonoensis

Asplundia truncata

Asteropeia labatii

Asteropeia matrambody

Asteropeia micraster

Asteropeia rhopaloides

Astragalus anserinus

Astragalus bidentatus

Astrocaryum triandrum

Ateleia gummifera

Atkinsia cubensis

Atuna indica

Atuna travancorica

Axinaea sessilifolia

Axinaea sodiroi

Bactris setiflora

Badilloa atrescens

Baikiaea ghesquiereana

Balaka microcarpa

Balfourodendron riedelianum

Baloghia pininsularis

Banara ibaguensis

Banara regia

Banara riparia

Banara wilsonii

Baphia pauloi

Baphia puguensis

Baptisia arachnifera

Barleria popovii

Barnadesia ciliata

Bartlettina campii

Bauhinia flagelliflora

Bauhinia haughtii

Bauhinia integerrima

Bauhinia mombassae

Bauhinia stenantha

Beauprea congesta

Begonia aequilateralis

Begonia aeranthos

Begonia hainanensis

Begonia harlingii

Begonia hitchcockii

Begonia ludwigii

Begonia peltatifolia

Begonia serotina

Begonia triramosa

Begonia tropaeolifolia

Begonia valvata

Behaimia cubensis

Beilschmiedia zeylanica

Belosynapsis kewensis

Bentinckia nicobarica

Berberis bicolor

Berberis iteophylla

Berlinia hollandii

Bersama swynnertonii

Bicuiba oleifera

Bidens cosmoides

Big-cone Pinyon

Bikkia kaalaensis

Flindersia ifflaina

Flindersia pimenteliana

- Floarea de colț